# أطفال الأحلام
أطفال الأحلام (بالإنجليزية: Children of Dreams)‏ هو فيلم درامي أوبرا موسيقي أمريكي أُصدرَ عام 1931 وصُوَّر بالكامل في الجزء تكنيكولور وتم إنتاجه وتوزيعه بواسطة شركة وارنر براذرز.
أخرج الفيلم آلان كروسلاند. كان أطفال الأحلام هو الأوبريت الأصلي الثاني الذي كتبه أوسكار هامرشتاين الثاني وسيغموند رومبيرج خصيصًا للشاشة. كان هذا الفريق قد عمل سابقًا على المسرحية الموسيقية ليالي فيينا، والتي أثبتت نجاحها. عانى الفيلم من سوء حظ إطلاقه في وقت كان الجمهور قد سئم من المسرحيات الموسيقية وكان أداءه سيئًا في شباك التذاكر.
كانت المسرحية الموسيقية الوحيدة التي أُصدرت في صيف عام 1931. على الرغم من تصوير فيلم بالألوان وعرضه في عدد قليل من المناطق المختارة بالألوان، قررت شركة وارنر برذرز توزيع المطبوعات بالأبيض والأسود في العديد من المناطق كإجراء لتوفير التكلفة بسبب رد الفعل العنيف ضد المسرحيات الموسيقية.

## روابط خارجية
- Children of Dreams  في قاعدة بيانات الأفلام على الإنترنت (بالإنجليزية)
- أطفال الأحلام في قاعدة بيانات تيرنر كلاسيك موفيز للأفلام.
- synopsis على موقع أول موفي.